# John Goffe Rand

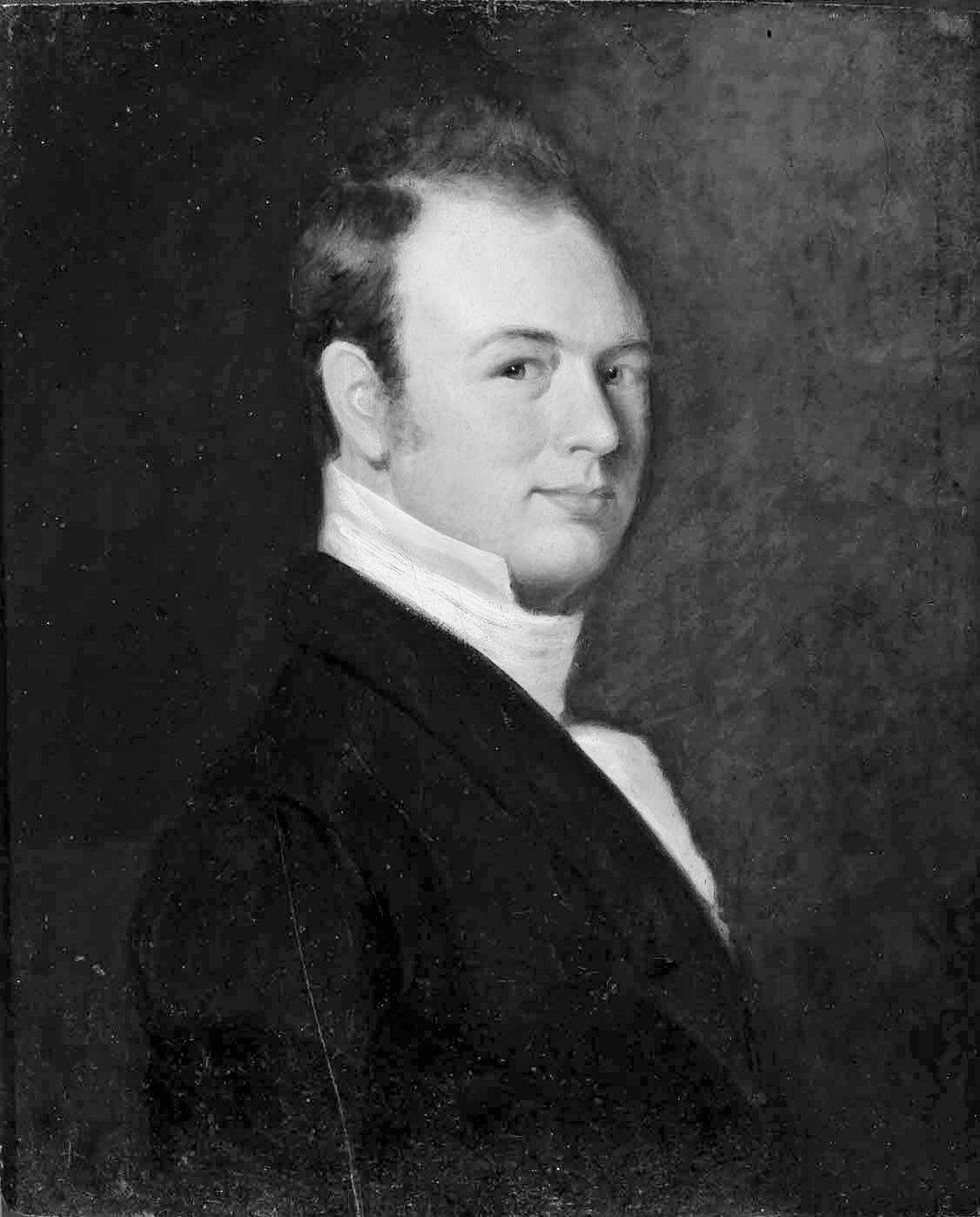
Zelfportret omstreeks 1836

John Goffe Rand (Bedford, 27 januari 1801 - Roslyn, 23 januari 1873) was een Amerikaans portretschilder en uitvinder. Zijn bekendste uitvinding is de knijpbare zinken verftube. 
Als een jonge man ging Rand in de leer bij een meubelmaker. Later werd hij als portretschilder leerling van Samuel Morse. Hij trouwde met Lavinia Brainerd en met haar reisde hij in 1834 naar Europa. Daar deed hij diverse uitvindingen, waaronder die van de verftube. Zijn uitvindingen leverde hem echter weinig geld op. Daarom keerde het paar terug naar de Verenigde Staten waar Rand weer begon met portretschilderen. Het paar is kinderloos gebleven.

## Tube
De tube die Rand uitvond was in eerste instantie niet meer dan een holle cilinder met open uiteinden. Beide uiteinden konden worden afgesloten, waarna er een gat moest worden gemaakt om er verf uit te kunnen knijpen. Op 4 maart 1841 kreeg hij hiervoor het Britse patent en hij registreerde daar op 4 september 1841 zijn laatste specificatie. Op 11 september 1841 ontving hij het Amerikaanse octrooi. Op 29 september 1842 registreerde Rand zijn tweede Britse patent, met verbeteringen ten opzichte van zijn oorspronkelijke idee. Op 7 augustus 1844 werd een derde Britse patent toegekend, met een verbeterd productieproces. 
De tube had als voordeel dat de verf niet opdroogde, zodat schilders in de open lucht konden schilderen. Daarnaast had de tubeverf een betere consistentie en fellere kleuren dan wat kunstenaars voor zichzelf maakten. 

## Impressionisme
Vooral de Franse Impressionisten maakten gebruik van deze uitvinding, samen met de draagbare ezel, palette en verfdoos.